# Glyptodontinae
Glyptodontinae é uma subfamília de mamíferos clamiforídeos herbívoros extintos, que viveram nas Américas, também conhecidos popularmente como gliptodontes,. O nome gliptodonte se origina do grego "Glyptodon" e significa "dente esculpido" (glyptos=esculpido e odontes=dentes), devido ao formato típico, bastante sulcado, dos dentes destes animais.
Até 2016, os membros desta subfamília eram alocados em sua própria família Glyptodontidae, sendo considerados relativamente próximos de Dasypodidae, porém análises recentes consideraram que o gliptodontes são na verdade clamiforídeos, portanto mais próximos ao tatus modernos do que se imaginava.

## Descrição
Certas espécies de gliptodonte mediam cerca de 3 metros de comprimento e pesavam cerca de 1,4 toneladas, o equivalente em forma, tamanho e peso a um Volkswagen Fusca. 
Eram herbívoros e, pela sua constituição, depreende-se que não fossem muito ágeis. Porém, a principal característica dos gliptodontídeos era a sua couraça que os protegia de predadores, como as aves gigantes da família das forusracídeas, e os tigres-dente-de-sabre. Diferentemente dos tatus, que têm a carapaça flexível, os gliptodontes tinham a sua carapaça bastante rígida, com exceção de algumas partes em poucas espécies. 
As várias espécies de gliptodonte diferenciam-se principalmente pelos padrões e tipos de carapaça, sendo complicada a distinção entre as espécies quando há poucos fragmentos de ossos disponíveis para identificação; o que é comum e tem ocasionado confusões e sinonímias taxonômicas na identificação das espécies.

## Classificação

### Filogenia
Até 2016, os membros desta subfamília eram alocados na família Glyptodontidae, sendo aparententados com Dasypodidae; uma análise do ADN mitocondrial de Doedicurus (também conhecido como mtDNA / mDNA) descobriu que este estava, de fato, aninhado dentro dos tatus modernos como o grupo irmão de um clado que consiste em Chlamyphorinae e Tolypeutinae. Por esta razão, os gliptodontes e todos os tatus, exceto Dasypus, foram transferidos para uma nova família, Chlamyphoridae, e os gliptodontes foram rebaixados da antiga família Glyptodontidae para uma subfamília.

### Gêneros
| - †Asterostemma - †Castellanosia - †Chlamydotherium - †Clypeotherium - †Daedicuroides - †Doedicurus - †Eleutherocercus - †Eucinepeltus - †Glyptatelus - †Glyptodon | - †Glyptodontidium - †Glyptostracon - †Glyptotherium - †Heteroglyptodon - †Lomaphorus - †Metopotoxus - †Neoglyptatelus - †Neosclerocalyptus - †Neothoracophorus - †Neuryurus | - †Pachyarmatherium - †Panochthus - †Paraglyptodon - †Plaxhaplous - †Prodaedicurus - †Propalaehoplophorus - †Pseudoneothoracophorus - †Sclerocalyptus - †Stromatherium - †Xiphuroides |

## Paleoecologia

### Distribuição
Os gliptodontes se originaram na América do Sul e se espalharam para as américas central e do norte através da formação do Istmo do Panamá, durante o Mioceno. Através de pesquisas recentes, em 2016, com amostras de DNA de ossos de gliptodontes encontrados na Argentina, concluiu-se que este grupo de animais deve ter evoluído a partir grupos muitos antigos de tatus da família dos clamiforídeos. 
Os registros fósseis mais antigos de gliptodontes datam do fim do período Eoceno e os mais recentes do início do período Holoceno, tendo os animais alcançado sua maior diversidade biológica entre os períodos Oligoceno e Pleistoceno.   
Conviveram por milhares de anos com grupos humanos pré-históricos, tendo-se extinguido há aproximadamente 10.000 anos durante o término da última era glacial, juntamente com um grande número de outras espécies da megafauna pleistocênica, incluindo as preguiças gigantes e as "lhamas macrauquênias". Seus parentes muito menores, mais leves e com couraça mais flexível, os tatus, sobreviveram.

### Interações com seres humanos
Acredita-se os humanos pré-históricos tenham utilizado os gliptodontes como caça, além de outros usos, como o abrigo, para o qual aproveitavam as carapaças do animal. Alguns autores referem que, na era moderna, índios do século XVII também utilizavam esqueletos fósseis de gliptodontes como abrigos. 
Uma das primeiras indicações desta interação foi o interessante achado arqueológico conhecido como "Esqueleto de Fontezuelas", encontrado em 1881 e estudado pelo cientista argentino Florentino Ameghino, o qual consiste num esqueleto humano pré-histórico encontrado soterrado dentro de uma carapaça de gliptodonte fóssil.

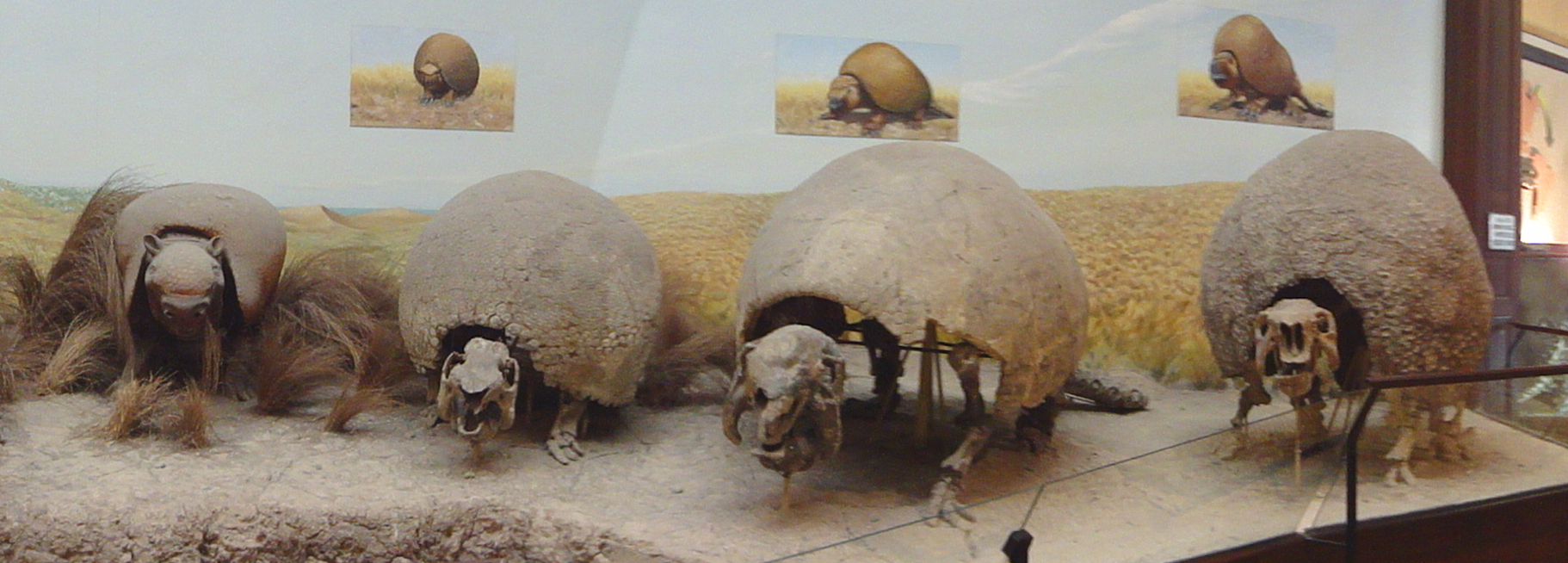
Fósseis de diferentes espécies de gliptodontes, no Museu de La Plata, Argentina. Da esquerda para a direita: Sclerocalyptus ornatus (reconstrução), Glyptodon clavipes, Panochthus intermedius e Doedicurus clavicaudatus